# 傅隆
傅隆（ふ りゅう、369年 - 451年）は、東晋から南朝宋にかけての官僚・学者。字は伯祚。本貫は北地郡霊州県。

## 経歴
西晋の司隷校尉の傅咸の玄孫にあたる。幼くして父を失い、頼るべき近親もおらず、貧しい境遇で学問に励んで、交遊を好まなかった。義熙初年、孟昶の下で建威参軍を初任とし、員外散騎侍郎の位を受けた。事件に連座して免官され、会稽王司馬脩之の下で征虜参軍をつとめた。後に給事中に任じられた。義熙13年（417年）、徐羨之の下で建威録事参軍となった。まもなく尚書祠部郎・丹陽丞に転じた。入朝して尚書左丞に任じられた。
永初3年（422年）、族弟の傅亮が尚書僕射となると、傅隆は尚書省の任にあることができず、太子率更令に転じた。廬陵王劉義真の下で車騎諮議参軍をつとめ、山陰県令に任じられて出向した。元嘉初年、司徒右長史となり、御史中丞に転じた。後に司徒左長史となった。
ときに会稽郡剡県の民の黄初の妻の趙氏が息子の黄載の妻の王氏を打って死亡させる事件があったが、趙氏が大赦にあって釈放されると、法によって趙氏は王氏の父母や子女の居住地から2000里離れた地に移された。傅隆は旧令が「人の父母を殺した者は、これを2000里外に移す」と規定しているのは子孫については明確でないと主張し、趙氏は王氏から1000里だけ離れた地に移すよう提議して、聞き入れられた。
傅隆は義興郡太守として出向し、郡では有能で知られた。建康に召還されて左民尚書となったが、罪に問われて免官され、無官のまま職をつとめた。まもなく太常に任じられた。元嘉14年（437年）、文帝が『礼論』を新たに編纂することを決め、傅隆の意見を求めると、傅隆は所見の52事を上表した。元嘉15年（438年）、致仕し、光禄大夫の位を受けた。家に帰って釈巻を手放さず、博学で多方面に通じ、とくに三礼に詳しかった。元嘉28年（451年）、死去した。享年は83。

## 伝記資料
- 『宋書』巻55 列伝第15
- 『南史』巻15 列伝第5